# Tommie Christiaan
Tommie Christiaan Venneker (Amsterdam, 24 februari 1986), bekend onder de artiestennaam Tommie Christiaan, is een Nederlandse zanger, acteur, danser en hovenier.

## Biografie
Christiaan is de oudste zoon uit een gezin met twee kinderen. Zijn ouders scheidden toen hij vier jaar oud was. Met zijn biologische vader, Chris Venneker, heeft hij altijd goed contact gehouden. Op zijn veertiende overleed zijn stiefvader, met wie zijn moeder sinds Christiaans vijfde jaar samen was. Hij woonde zeventien jaar in Alkmaar en verhuisde daarna naar Amsterdam. Christiaan volgde een opleiding aan de Dansacademie Lucia Marthas en kreeg zanglessen van Jimmy Hutchinson en Ger Otte. Zijn eerste stappen in het musicalvak zette hij bij de amateurmusicalproducties van Kosmo in Alkmaar, waar hij tussen 2000 en 2006 in meerdere producties (hoofd)rollen speelde.
Op televisie werkte Christiaan als danser mee aan het Musical Awards Gala, Musicals in Ahoy', Wie wordt Tarzan?, de Staatsloterijshow en So You Wanna Be a Popstar. In 2006 was hij te zien in de theatertour van Oebele, als danser en understudy voor de hoofdrol. Daarna begon zijn musicalcarrière met een ensemblerol (swing en meerdere understudy's) in Dirty Dancing. Vervolgens kreeg hij de hoofdrol in High School Musical als Troy Bolton, waarvoor hij een nominatie kreeg voor een John Kraaijkamp Musical Award in de categorie Aanstormend Talent. Een seizoen later speelde hij Dean Hyde in Love Me Tender en op 19 februari 2011 won hij de finale van het tv-programma Op zoek naar Zorro, waardoor hij in het seizoen 2011-2012 de titelrol mocht spelen in de musical Zorro.
In 2012 en 2013 speelde Christiaan de rol van Prins Erik in de musical The Little Mermaid en in 2013 en 2015 de rol van Simon in de concertante uitvoering van Jesus Christ Superstar. In 2015 reisde hij af naar Zuid-Afrika voor een pilot van de nieuwe voetbalmusical Offside, onder regie van Dick van den Heuvel. In het seizoen 2015-2016 speelde hij de rol van Kenickie in de musical Grease, in 2016-2017 de rol van Woof in de musical Hair en in 2017-2018 de rol van Emilio Estefan in de musical On Your Feet!. In het seizoen 2018-2019 reisde Christiaan door het land met zijn eigen theatertour. In de muzikale voorstelling In een ander licht vertelde hij het verhaal van zijn leven aan de hand van zijn favoriete songs, die hij speelde met een live band. Sinds oktober 2019 speelt hij de rol van James in de dinnershow Madame Jeanette in Studio 21 in Hilversum.
Naast musicals speelt Christiaan ook in films. Hij vertolkte de rol van drugsdealer Jim in de bioscoopfilm Afblijven (2006) en speelde de rol van dansleraar Remco in Dansen op de vulkaan (2014).
In 2015 deed Christiaan mee aan The voice of Holland. Hier werd hij opgenomen in het team van Marco Borsato. In de ronde The Battle verloor hij van Jared Grant. In 2017 was hij te zien in het tv-programma Beste Zangers. Christiaan behaalde samen met operazangeres Tania Kross de eerste plek in de iTunes-lijst, met het door hun gezongen nummer Barcelona. In 2018 speelt hij de rol van Jezus in The Passion.
In 2018 was Christiaan een van de vakjuryleden bij het Junior Songfestival samen met Buddy Vedder en Maan. In het najaar van 2018 was Christiaan een van de deelnemers aan het programma Boxing Stars, hij moest boksen tegen Dan Karaty. In februari 2019 speelde hij mee in Weet Ik Veel en won. In december 2019 en januari 2020 nam Christiaan deel aan de schaatscompetitie Dancing on Ice. Ook die won hij.
In 2022 was Christiaan te zien als secret singer in het televisieprogramma Secret Duets. In datzelfde jaar won Christiaan de kerstspecial van het televisieprogramma De Alleskunner VIPS.
In 2023 was Christiaan te zien als Foxy Bangs in het televisieprogramma Make Up Your Mind.

## Privé
Christiaan is getrouwd, heeft met zijn ex-partner Michelle Splietelhof met wie hij in de musical Zorro speelde een dochter en met zijn huidige echtgenote een zoon en een dochter.

## Carrière

### Televisie
- 2008 - Op zoek naar Joseph (AVRO, Nederland 1) - kandidaat (trok zich terug uit de liveshows, vanwege zijn hoofdrol in High School Musical)
- 2009 - Wat vindt Nederland? (RTL 4) - deelnemer
- 2010 - Kinderen geen bezwaar (VARA, Nederland 1) - Roeland
- 2011 - Op zoek naar Zorro (AVRO, Nederland 1) - winnaar
- 2011 - Fort Boyard (AVRO, Nederland 3) - finalist
- 2013 - Max Steel (Disney XD) - stem van Maxwell McGrath/Max Steel
- 2015 - The voice of Holland (RTL 4) - deelnemer
- 2016 - Mako Mermaids (Disney Channel) - stem van Erik
- 2017 - Beste Zangers (AVROTROS, NPO 1) - deelnemer
- 2017 - The Big Music Quiz (RTL 4) - deelnemer
- 2018 - The Passion (EO/KRO-NCRV, NPO 1) - Jezus
- 2019 - Britt's Beestenbende (AVROTROS, NPO 3) - deelnemer
- 2019 - Dancing on Ice (SBS6) - winnaar
- 2020 - Oh, wat een jaar! (RTL 4) - muzikale gast
- 2020 - De Nationale Kerstavond (NPO 1) - zanger
- 2022 - Secret Duets (RTL 4) - secret singer
- 2022 - De Alleskunner VIPS Kerstspecial (SBS6) - winnaar
- 2023 - Make Up Your Mind (RTL 4) - deelnemer
- 2023 - Alles is Muziek (RTL 4) - deelnemer
- 2023 - Waku Waku (KRO-NCRV, NPO 3) - deelnemer

### Films
- 2006 - Afblijven - Jim
- 2008 - Sunshine Barry en de Discowormen - stem van Jimmy
- 2010 - Space Chimps 2: Zartog Strikes Back - stem van Zartog
- 2014 - Dansen op de vulkaan - dansleraar Remco
- 2014 - De Droomtrein - enge docent
- 2018 - Diep in de zee - stem van Darcy
- 2018 - Pieter Konijn - stem van Pieter Konijn
- 2018 - Incredibles 2 - stem van de schermkaper (screenslaver) en de pizzabezorger

### Theater
| Seizoen     | Productie                          | Rol                         | Producent           | Theater         |
| ----------- | ---------------------------------- | --------------------------- | ------------------- | --------------- |
| 2006-2007   | Oebele                             | ensemble, understudy        | Stok & Co           | reizend         |
| 2007-2008   | Dirty Dancing                      | ensemble, swing, understudy | Stage Entertainment | Beatrix Theater |
| 2008-2009   | High School Musical                | Troy Bolton                 | Stage Entertainment | reizend         |
| 2009-2010   | Love Me Tender                     | Dean Hyde                   | Stage Entertainment | reizend         |
| 2011-2012   | Zorro                              | Zorro/Don Diego             | Stage Entertainment | reizend         |
| 2012-2013   | The Little Mermaid                 | Prins Erik                  | Stage Entertainment | Beatrix Theater |
| 2013 & 2015 | Jesus Christ Superstar Concertante | Simon                       | Shows & Events      | DeLaMar         |
| 2015-2016   | Grease                             | Kenickie                    | Stage Entertainment | reizend         |
| 2016-2017   | Hair                               | Woof, understudy Berger     | Stage Entertainment | reizend         |
| 2017-2018   | On Your Feet!                      | Emilio Estefan              | Stage Entertainment | Beatrix Theater |
| 2018-2019   | In een ander licht                 | zichzelf                    | EGO Company         | reizend         |
| 2019-2020   | Madame Jeanette                    | James                       | Tribe Company       | Studio 21       |

## Discografie

### Albums
| Album met eventuele hitnotering(en) in de Nederlandse Album Top 100 | Datum van verschijnen | Datum van binnenkomst | Hoogste positie | Aantal weken | Opmerkingen |
| ------------------------------------------------------------------- | --------------------- | --------------------- | --------------- | ------------ | ----------- |
| Zoveel liefde                                                       | 16-03-2018            |                       |                 |              |             |

### Singles
| Single met eventuele hitnotering(en) in de Nederlandse Top 40 | Datum van verschijnen | Datum van binnenkomst | Hoogste positie | Aantal weken | Opmerkingen                                     |
| ------------------------------------------------------------- | --------------------- | --------------------- | --------------- | ------------ | ----------------------------------------------- |
| Fiësta                                                        | 2011                  |                       |                 |              | uit Zorro                                       |
| Ik mis je                                                     | 07-07-2016            |                       |                 |              | als Tommie & Nigel                              |
| Driving Home for Christmas                                    | 08-12-2016            |                       |                 |              |                                                 |
| Someone That I Never Knew                                     | 20-05-2017            |                       |                 |              | uit Beste Zangers                               |
| A sama de                                                     | 27-05-2017            |                       |                 |              | uit Beste Zangers                               |
| Ik leef niet meer voor jou                                    | 03-06-2017            |                       |                 |              | uit Beste Zangers                               |
| Hartendief                                                    | 10-06-2017            |                       |                 |              | uit Beste Zangers                               |
| Caruso                                                        | 17-06-2017            |                       |                 |              | uit Beste Zangers                               |
| Pak maar m'n hand                                             | 24-06-2017            |                       |                 |              | uit Beste Zangers                               |
| Time of My Life                                               | 08-07-2017            |                       |                 |              | duet met Tania Kross, uit Beste Zangers         |
| Barcelona                                                     | 08-07-2017            |                       |                 |              | duet met Tania Kross, uit Beste Zangers         |
| Alles wat ik voor me zag                                      | 13-10-2017            |                       |                 |              |                                                 |
| Ik kom nu naar huis                                           | 06-12-2017            |                       |                 |              |                                                 |
| Don't Wanna Lose You                                          | 29-12-2017            |                       |                 |              | uit On Your Feet!                               |
| Here We Are                                                   | 29-12-2017            |                       |                 |              | duet met Vajèn van den Bosch, uit On Your Feet! |
| Jij weet niet half                                            | 02-02-2018            |                       |                 |              |                                                 |
| Zoveel liefde                                                 | 16-03-2018            |                       |                 |              |                                                 |
| Huil nou                                                      | 30-03-2018            |                       |                 |              | uit The Passion                                 |
| Schouder                                                      | 30-03-2018            |                       |                 |              | uit The Passion                                 |
| Ik val                                                        | 30-03-2018            |                       |                 |              | uit The Passion                                 |
| Huil nou (akoestisch)                                         | 30-08-2019            |                       |                 |              |                                                 |
| Film van 1 seconde (verspijkerd)                              | 11-12-2019            |                       |                 |              | met F1rstman                                    |
| Echte mannen huilen niet                                      | 13-02-2020            |                       |                 |              | met Damaru en Donavey                           |
| Kom maar bij mij                                              | 25-09-2020            |                       |                 |              |                                                 |

## Trivia
- Zangeres Suzanne Venneker, bekend van Vulcano en Mrs. Einstein, is zijn tante.